# Línea 144 (Montevideo)
La línea 144 es una línea de ómnibus urbano de Montevideo. Une la Plaza España con el Cementerio del Norte. El destino de ida es el Cementerio del Norte y el de vuelta Plaza España.

## Recorridos
Circula en ambos sentidos por los barrios Ciudad Vieja, Centro, Cordón, Parque Batlle, Pocitos, Pocitos Nuevo, Buceo, La Unión, Villa Española, Bolívar, Aires Puros, Cerrito de la Victoria.
| Ida - San José - Ejido - Avenida 18 de Julio - Constituyente - José Enrique Rodó - Bulevar General Artigas - Avenida General Rivera - Bulevar José Batlle y Ordóñez - Verdi - Avenida Francisco Solano López - Comercio - José Antonio Cabrera - Gobernador Viana - Avellaneda - Coruña - Tomás Claramunt - Parma - Juan Arrieta - Bulevar José Batlle y Ordóñez - Avenida Burgues - Sorata - Avenida Burgues - Cementerio | Vuelta - Cementerio del Norte de Montevideo - Avenida Burgues - Ipiranga - Ibirocahy - Celedonio Rojas - Bulevar José Batlle y Ordóñez - Canstatt - Parma - Tomás Claramunt - Coruña - Purificación - Comercio - Avenida Mariscal Francisco Solano López - Avenida General Rivera - Guayabos - Andrés Martínez Trueba - Soriano - Ciudadela - San José |

## Destinos intermedios
Vuelta
- 8 de Octubre y Comercio
- Rivera y Br. Artigas
- Ejido